# Parisomorphus niger
Parisomorphus niger är en skalbaggsart som beskrevs av Roger Paul Dechambre 1976. Parisomorphus niger ingår i släktet Parisomorphus och familjen Dynastidae. Inga underarter finns listade i Catalogue of Life.